# Terralonus versicolor
Terralonus versicolor är en spindelart som först beskrevs av George William Peckham och Elizabeth Maria Gifford Peckham 1909.  Terralonus versicolor ingår i släktet Terralonus och familjen hoppspindlar. Inga underarter finns listade i Catalogue of Life.